# U.M.A レイク・プラシッド ファイナル
『U.M.A レイク・プラシッド ファイナル』（原題：Lake Placid：The Final Chapter）は、アメリカ合衆国のテレビ映画。2012年9月29日にSyfyで放送された。

## あらすじ
人喰いワニが生息するブラック湖だったが、そのワニの希少性から周囲を高圧電流フェンスで囲った保護区となっていた。
ある夜、調査官たちが無断でフェンスのゲートを開け侵入するが、その後異変に気付いた作業員マックスもゲートを開いた隙にワニに襲われ行方不明になってしまう。さらにキャンプに向かう高校生たちの乗ったバスが道を誤り、開けっぱなしになっていたゲートからブラック湖に入り込んでしまう。生徒の中には保安官テレサの娘クロエもいた。
翌日、キャンプ中の生徒たちをワニが襲撃し惨劇が始まる。テレサは恋人でマックスの父親でもあるロフリン中尉、元ハンターの腕利き狩猟監視官リバとともにクロエとマックスの捜索に向かう。

## キャスト
| 役名               | 俳優                     | 日本語吹替 |
| ------------------ | ------------------------ | ---------- |
| リバ               | ヤンシー・バトラー       | 塩田朋子   |
| テレサ             | エリザベス・ローム       | 岡寛恵     |
| ブリトニー         | スカーレット・バーン     | 小林未沙   |
| ロフリン           | ポール・ニコルズ         | 小原雅人   |
| クロエ             | ポピー・リー・フライアー | Lynn       |
| マックス           | ベネディクト・スミス     | 速水秀之   |
| エレイン           | キャロライン・フォード   |            |
| ジム・ビッカーマン | ロバート・イングランド   | 辻親八     |
| コーチ・マックリン | シーウェル・ホイットニー |            |

- その他日本語吹替：川原慶久、合田絵利、及川ナオキ、山内健嗣、江藤博樹、山口理恵